# Majorana 1
Majorana 1 er en kvantecomputerchip udviklet af Microsoft, med potentielle applikationer til kvanteberegning. Det er en indiumarsenid-aluminium hybridenhed, som viser nogle egenskaber, som antyder tilstedeværelsen af Majorana nul-tilstande. Microsoft planlægger at bruge disse potentielle Majorana nul-tilstande til at lave topologiske kvantebits - og i sidste ende en storstilet topologisk kvantecomputer. Majorana 1 blev annonceret i februar 2025 og hævdes at repræsentere fremskridt i Microsofts langvarige projekt med at skabe en kvantecomputer baseret på topologiske kvantebits.